# GO (politiek)
GO is een Gooikse kartellijst van sp.a, VLD en Groen! die voor het eerst opkwam voor de gemeenteraadsverkiezingen op 8 oktober 2006. Ze is erfgenaam van de teloor gegane NCP-lijst.
GO, met als boegbeeld en lijsttrekker sp.a-Europarlementslid Mia De Vits, Philip Willems (VLD-gemeenteraadslid) en Lode Dehantschutter (Groen!), ging openlijk de verkiezingsstrijd aan met de CD&V van burgemeester Michel Doomst, die in Gooik in 2000 een absolute meerderheid van 65,5% had behaald.

## Programma
GO trok naar de kiezer met de wil een sociaal beleid te voeren, meer sociale woningen en vooral aandacht voor de noden van de vergrijzende bevolking. Ook verkeer was voor hen een belangrijk item.
Mia De Vits verweet Michel Doomst een "feestbeleid" te voeren, en vooral veel geld naar recepties te laten vloeien. 

## Verkiezingsresultaat
De door GO verhoopte doorbraak bleef echter uit, en het kartel trok zelfs nog 4,8% minder stemmen naar zich toe in vergelijking met de eerdere NCP-lijst, waarmee het bleef steken op 29,7% tegen 70,3% van de in Gooik ijzersterk staande CD&V-lijst.
GO behield wel de 5 (op 19) zetels van voornoemde NCP in de gemeenteraad.